# Johanna Lindborg
Johanna Lindborg, född 8 juli 1998 i Helsingborg, är en svensk brottare som tävlar i fristil.

## Karriär
Lindborg har vunnit brons vid Europamästerskapen i brottning 2020. I Världsmästerskapen i brottning 2021 förlorade hon bronsmatchen. På SM-veckan 2023 (vinter) tog hon SM-guld. Trots att Lindborg förlorade den avgörande kvalmatchen för kvalificera sig till OS 2024 fick hon en OS-plats. Orsaken var att den belarusiska brottaren Veranika Ivanova inte uppfyllt kravet på neutralitet, vilket innebar att Lindborg fick hennes plats.
Vid EM 2025 i Bratislava tog Lindborg silver i 62 kg-klassen efter en finalförlust mot ukrainska Iryna Bondar.
Lindborg har tagit åtta SM-guld, ett silver och ett brons.